# میکویان میگ-۲۹کی
میکویان میگ-۲۹کی (به انگلیسی: Mikoyan MiG-29K) یک هواپیمای ساختِ کارخانهٔ میگ در کشور اتحاد جماهیر سوسیالیستی شوروی است که در سال ۲۰۰۵ ساخته شد. نخستین استفاده‌کنندهٔ این هواپیما نیروی دریایی هند بوده‌است. این هواپیما برای نخستین بار در ۲۳ ژوئیه ۱۹۸۸ میلادی مورد استفاده قرار گرفته‌است.